# Lane (cráter)

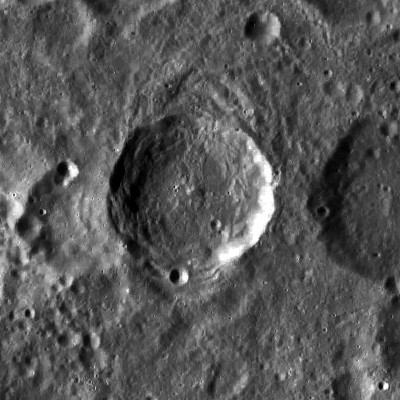
Fotografía de la misión Lunar Reconnaissance Orbiter

Lane es un cráter de impacto lunar. Se encuentra en la cara oculta de la Luna, justo al oeste del cráter Ten Bruggencate. Al oeste de Lane se halla Perepelkin y al noroeste se encuentra Love.
|  |

Este cráter no está muy erosionado, aunque el brocal aparece interrumpido en los extremos norte y sur. Al sur, el borde tiene un saliente prominente hacia el exterior que se extiende entre 5 y 10 km. El interior es algo desigual, con una serie de crestas centrales bajas cerca del punto medio.

## Cráteres satélite
Por convención estos elementos son identificados en los mapas lunares poniendo la letra en el lado del punto medio del cráter que está más cercano a Lane.
|      | \| Lane \| Coordenadas \| Diámetro \| \| ---- \| ----------------------------- \| -------- \| \| B \| 7°30′S 132°54′E / -7.5, 132.9 \| 13 km \| \| S \| 9°42′S 130°42′E / -9.7, 130.7 \| 35 km \| |          |
| Lane | Coordenadas | Diámetro |
| B    | 7°30′S 132°54′E / -7.5, 132.9 | 13 km    |
| S    | 9°42′S 130°42′E / -9.7, 130.7 | 35 km    |